# Preludio corale
Un preludio corale è una composizione musicale liturgica per organo che utilizza la stessa melodia di un corale dato. Molto diffusa nella Chiesa luterana, in particolare fra i compositori tedeschi del XVII secolo, di cui erano stati esponenti, fra gli altri, Pachelbel e Buxtehude,  ebbe il suo apice nell'opera di Johann Sebastian Bach, che ne scrisse oltre 125, di cui 20 nella terza parte del Clavier-Übung. Tuttavia tale composizione è una forma musicale il cui uso si è protratto nei secoli e che rimane ancora oggi.

## Funzione
La funzione liturgica di un preludio corale nel XVII secolo è dibattuta. Una ipotesi è che fossero delle introduzioni strumentali al corale che stava per essere cantato durante la messa luterana.

## Storia

### XVII secolo
In uno stile singolare i preludi corali appaiono per primi nell'opera di Dieterich Buxtehude (1637-1707), di cui ci sono pervenuti 48 preludi corali.  Questa forma ebbe il suo apice nell'opera di Johann Sebastian Bach, che ne scrisse oltre 125, di cui 20 nella terza parte del Clavier-Übung.

### XIX secolo e XX secolo
Vi sono numerosi esempi di Preludi corale nell'Ottocento e nel Novecento, fra cui le opere di Johannes Brahms, di cui si ricordano il Preludio corale e fuga su “O Traurigkeit, o Herzeleid„ WoO 7 (1858, preludio rielaborato nel 1882) e gli 11 preludi corali op. post. 122 (1896), i lavori di Max Reger e Samuel Barber. Opere simili a queste continuano ancora oggi ad essere scritte, come i quattro volumi di preludi corali di Helmut Walcha e i sette di Flor Peeters.